# Division 1 1974-1975
La Division 1 1974-1975 è stata la 37ª edizione della massima serie del campionato francese di calcio, disputato tra il 2 agosto 1974 e il 3 giugno 1975 e concluso con la vittoria del Saint-Étienne, al suo ottavo titolo.
Capocannoniere del torneo è stato Delio Onnis (Monaco) con 30 reti.

## Stagione

### Novità
Venne corretto il sistema di assegnazione dei punti bonus, da questa stagione riservati alle squadre che avrebbero ottenuto una vittoria con tre o più gol di scarto.

### Avvenimenti
La prima parte del campionato vide lo Stade Reims lottare al vertice con il Bastia e il Bordeaux, presto raggiunti dai campioni in carica del Saint-Étienne ripresosi da una partenza lenta.; al termine del girone di andata i Verts e lo Stade Reims erano appaiati in vetta, con il Bastia distanziato di un punto.
All'inizio del girone di ritorno il Saint-Étienne approfittò del declino delle due concorrenti per portarsi definitivamente in testa ed accumulare un vantaggio sulle seconde che, a metà marzo, arriverà a 7 punti. Mantenendo tale distacco sostanzialmente invariato, i Verts poterono festeggiare l'ottavo titolo alla penultima giornata, prevalendo nello scontro diretto con l'Olympique Marsiglia, ultima squadra rimasta in gara. I verdetti per l'ultimo posto utile per la qualificazione in Coppa UEFA rimasero in bilico fino all'ultima giornata e furono influenzati sia dalla moltitudine di squadre ancora in gara sia dal nuovo sistema di assegnazione di punti, che permetterà all'Olympique Lione di prevalere su Nantes e Nîmes.
I verdetti in chiave salvezza si decisero nelle ultime tre giornate: la prima a cadere, alla terzultima, fu il Red Star, seguito alla giornata successiva da un Angers che, nelle ultime giornate, tentò inutilmente di colmare il grave ritardo sulle altre concorrenti al giro di boa. L'ultima squadra a retrocedere fu il Sochaux, superato in extremis dal Rennes.

## Classifica finale
|  | Pos. | Squadra             | Pt (Bonus) | G  | V  | N  | P  | GF | GS | DR  |
|  | ---- | ------------------- | ---------- | -- | -- | -- | -- | -- | -- | --- |
|  | 1.   | Saint-Étienne       | 58 (6)     | 38 | 23 | 6  | 9  | 70 | 39 | +31 |
|  | 2.   | Olympique Marsiglia | 49 (4)     | 38 | 18 | 9  | 11 | 65 | 45 | +20 |
|  | 3.   | Olympique Lione     | 48 (5)     | 38 | 16 | 11 | 11 | 64 | 53 | +11 |
|  | 4.   | Nîmes               | 47 (4)     | 38 | 16 | 11 | 11 | 56 | 49 | +7  |
|  | 5.   | Nantes              | 45 (2)     | 38 | 16 | 11 | 11 | 50 | 42 | +8  |
|  | 6.   | Bastia              | 45 (4)     | 38 | 15 | 11 | 12 | 54 | 47 | +7  |
|  | 7.   | Lens                | 44 (4)     | 38 | 16 | 8  | 14 | 59 | 59 | 0   |
|  | 8.   | Metz                | 44 (4)     | 38 | 15 | 10 | 13 | 54 | 56 | -2  |
|  | 9.   | Strasburgo          | 43 (3)     | 38 | 16 | 8  | 14 | 49 | 56 | -7  |
|  | 10.  | Monaco              | 42 (2)     | 38 | 18 | 4  | 16 | 64 | 68 | -4  |
|  | 11.  | Stade Reims         | 41 (3)     | 38 | 15 | 8  | 15 | 57 | 57 | 0   |
|  | 12.  | Bordeaux            | 39 (2)     | 38 | 15 | 7  | 16 | 48 | 49 | -1  |
|  | 13.  | Lilla               | 39 (4)     | 38 | 15 | 5  | 18 | 53 | 56 | -3  |
|  | 14.  | Nizza               | 39 (3)     | 38 | 13 | 10 | 15 | 59 | 63 | -4  |
|  | 15.  | Paris Saint-Germain | 37 (1)     | 38 | 12 | 12 | 14 | 57 | 65 | -8  |
|  | 16.  | Troyes AF           | 37 (3)     | 38 | 12 | 10 | 16 | 46 | 55 | -9  |
|  | 17.  | Sochaux             | 34 (2)     | 38 | 11 | 10 | 17 | 41 | 49 | -8  |
|  | 18.  | Angers              | 33 (5)     | 38 | 9  | 10 | 19 | 48 | 60 | -12 |
|  | 19.  | Rennes              | 33 (2)     | 38 | 10 | 11 | 17 | 38 | 52 | -14 |
|  | 20.  | Red Star            | 29 (3)     | 38 | 7  | 12 | 19 | 43 | 55 | -12 |

Legenda:
      Campione di Francia e ammessa alla Coppa dei Campioni 1975-1976.
      Ammesse alla Coppa UEFA 1975-1976.
      Ammesse alla Coppa delle Coppe 1975-1976.
      Retrocesse in Division 2 1975-1976.
Note:
Due punti a vittoria, uno a pareggio, zero a sconfitta.
Per ogni vittoria con più di tre gol di scarto è assegnato un punto bonus.

### Squadra campione
| Formazione tipo | Giocatori (presenze)     |
| --- | ------------------------ |
| Ćurković Piazza Lopez Farison Janvion Synaeghel Larqué Bathenay Triantafyllos P. Revelli H. Revelli | Ivan Ćurković (38)       |
| Ćurković Piazza Lopez Farison Janvion Synaeghel Larqué Bathenay Triantafyllos P. Revelli H. Revelli | Oswaldo Piazza (36)      |
| Ćurković Piazza Lopez Farison Janvion Synaeghel Larqué Bathenay Triantafyllos P. Revelli H. Revelli | Gérard Janvion (22)      |
| Ćurković Piazza Lopez Farison Janvion Synaeghel Larqué Bathenay Triantafyllos P. Revelli H. Revelli | Gérard Farison (26)      |
| Ćurković Piazza Lopez Farison Janvion Synaeghel Larqué Bathenay Triantafyllos P. Revelli H. Revelli | Christian Lopez (37)     |
| Ćurković Piazza Lopez Farison Janvion Synaeghel Larqué Bathenay Triantafyllos P. Revelli H. Revelli | Christian Synaeghel (24) |
| Ćurković Piazza Lopez Farison Janvion Synaeghel Larqué Bathenay Triantafyllos P. Revelli H. Revelli | Jean-Michel Larqué (33)  |
| Ćurković Piazza Lopez Farison Janvion Synaeghel Larqué Bathenay Triantafyllos P. Revelli H. Revelli | Dominique Bathenay (32)  |
| Ćurković Piazza Lopez Farison Janvion Synaeghel Larqué Bathenay Triantafyllos P. Revelli H. Revelli | Yves Triantafyllos (29)  |
| Ćurković Piazza Lopez Farison Janvion Synaeghel Larqué Bathenay Triantafyllos P. Revelli H. Revelli | Patrick Revelli (28)     |
| Ćurković Piazza Lopez Farison Janvion Synaeghel Larqué Bathenay Triantafyllos P. Revelli H. Revelli | Hervé Revelli (35)       |
| Altri giocatori: Georges Bereta (19), Pierre Repellini (19), Jacques Santini (19), Alain Merchadier (17), Christian Sarramagna (10), Dominique Rocheteau (4), Jean-Louis Cazes (1), Jean-François Larios (1), Félix Lacuesta (1), Robert Herbin (1) |                          |

## Statistiche

### Capoliste solitarie
|    | —— | —— | ——          | —— | ——          | ——          | ——          | —— | ——  | ——  | ——          | ——  | ——  | ——     | ——     | ——  | ——  | ——             | ——             | ——             | ——  | ——            | ——            | ——            | ——            | ——            | ——            | ——            | ——            | ——            | ——            | ——            | ——            | ——            | ——            | ——            | ——            | —— |  |
|    |    |    | Stade Reims |    | Stade Reims | Stade Reims | Stade Reims |    |     |     | Stade Reims |     |     | Bastia | Bastia |     |     | Saint- Étienne | Saint- Étienne | Saint- Étienne |     | Saint-Étienne | Saint-Étienne | Saint-Étienne | Saint-Étienne | Saint-Étienne | Saint-Étienne | Saint-Étienne | Saint-Étienne | Saint-Étienne | Saint-Étienne | Saint-Étienne | Saint-Étienne | Saint-Étienne | Saint-Étienne | Saint-Étienne | Saint-Étienne |    |  |
|    |    |    |             |    |             |             |             |    |     |     |             |     |     |        |        |     |     |                |                |                |     |               |               |               |               |               |               |               |               |               |               |               |               |               |               |               |               |    |  |
|    |    |    |             |    |             |             |             |    |     |     |             |     |     |        |        |     |     |                |                |                |     |               |               |               |               |               |               |               |               |               |               |               |               |               |               |               |               |    |  |
| 1ª | 2ª | 3ª | 4ª          | 5ª | 6ª          | 7ª          | 8ª          | 9ª | 10ª | 11ª | 12ª         | 13ª | 14ª | 15ª    | 16ª    | 17ª | 18ª | 19ª            | 20ª            | 21ª            | 22ª | 23ª           | 24ª           | 25ª           | 26ª           | 27ª           | 28ª           | 29ª           | 30ª           | 31ª           | 32ª           | 33ª           | 34ª           | 35ª           | 36ª           | 37ª           | 38ª           |    |  |

#### Primati stagionali
Squadre
- Maggior numero di vittorie: Saint-Étienne (23)
- Minor numero di sconfitte: Saint-Étienne (9)
- Migliore attacco: Saint-Étienne (70)
- Miglior difesa: Saint-Étienne (39)
- Miglior differenza reti: Saint-Étienne (+31)
- Maggior numero di pareggi: Paris Saint-Germain, Red Star (12)
- Minor numero di pareggi: Monaco (4)
- Maggior numero di sconfitte: Angers, Red Star (19)
- Minor numero di vittorie: Red Star (7)
- Peggior attacco: Rennes (38)
- Peggior difesa: Monaco (68)
- Peggior differenza reti: Rennes (-14)

### Individuali

#### Classifica marcatori
| Gol | Rigori |  | Giocatore        | Squadra             |
| --- | ------ |  | ---------------- | ------------------- |
| 30  | 3      |  | Delio Onnis      | Monaco              |
| 21  | 3      |  | François M'Pelé  | Paris Saint-Germain |
| 19  |        |  | Hugo Curioni     | Metz Nantes         |
| 17  |        |  | Marc Berdoll     | Angers              |
| 17  | 1      |  | Nico Braun       | Metz                |
| 17  |        |  | Bernard Lacombe  | Olympique Lione     |
| 17  | 4      |  | Gérard Tonnel    | Troyes              |
| 16  |        |  | Boško Antić      | Angers              |
| 16  |        |  | Christian Coste  | Lilla               |
| 16  |        |  | Louis Floch      | Paris FC            |
| 16  | 6      |  | Paulo César Lima | Olympique Marsiglia |
| 15  | 2      |  | Carlos Bianchi   | Stade Reims         |
| 15  | 2      |  | Nestor Combin    | Red Star            |
| 14  |        |  | Serge Chiesa     | Olympique Lione     |
| 14  | 2      |  | Laurent Poukou   | Rennes              |

## Percorso dei club nelle coppe europee
| Club            | Competizione               | Risultato            | Ultimo avversario                   |
| --------------- | -------------------------- | -------------------- | ----------------------------------- |
| Saint-Étienne   | Coppa dei Campioni 1974-75 | Semifinali           | Bayern Monaco (0-0; 0-2)            |
| Monaco          | Coppa delle Coppe 1974-75  | Primo turno          | Eintracht Francoforte (0-3; 2-2)    |
| Olympique Lione | Coppa UEFA 1974-75         | Sedicesimi di finale | Borussia Mönchengladbach (0-1; 2-5) |
| Nantes          | Coppa UEFA 1974-75         | Sedicesimi di finale | Baník Ostrava (1-0; 0-2 d.t.s.)     |